# Aphanosperma occidentalis
Aphanosperma occidentalis is een keversoort uit de familie van de boktorren (Cerambycidae). De wetenschappelijke naam van de soort werd in 1969 gepubliceerd door Britton.